# Némésien
Marcus Aurelius Nemesianus, dit Némésien, est un  poète latin du IIIe siècle, né en Afrique romaine, peut-être à Carthage.

## Biographie
On ne sait presque rien de la vie de Marcus Aurelius Olympius Nemesianus. Il a composé trois poèmes didactiques : les Cynégétiques (sur la chasse), dont il reste 325 hexamètres dactyliques, les Halieutiques (sur la pêche) et les Nautiques (sur la navigation), dont nous n'avons que de courts fragments et dont l'authenticité n'est pas assurée selon Pierre Volpilhac, qui les exclut de son édition des œuvres de Némésien. En outre, il est sans doute le véritable auteur de quatre Bucoliques qui ont longtemps été attribuées à Calpurnius Siculus, comme l'a montré Moriz Haupt principalement pour des raisons relevant de la métrique.
Selon le pseudo Flavius Vopiscus, rédacteur du dernières biographies de l’Histoire Auguste, Némésien fut parmi les poètes les plus appréciés de son époque. Vopiscus prétend que Némésien soutint une lutte poétique contre l'empereur Numérien, ce qui, selon André Chastagnol, n'est qu'une des exagérations fantaisistes de Vospiscus sur les talents oratoires de Numérien.
Ce qui reste de Némésien se trouve dans les Poetæ latini minores de Johann Christian Wernsdorf et dans la Collection Lemaire, et a été traduit par l'abbé Guillaume-Jean-François Souquet de La Tour (1799) et par  J.R.T. Cabaret-Dupaty (1842).

## Œuvres
- (la + fr) Cynegeticon — Sur la chasse, sur Gallica, trad. J.R.T. Cabaret-Dupaty, Paris, C. L. F. Panckoucke, 1842.

## Éditions modernes
- Nemésien, Œuvres. Texte établi et traduit par Pierre Volpilhac, Paris, Les Belles Lettres, coll. « Coll. des Universités de France, publiée sous le patronage de l'Ass. G. Budé », 1975, 192 p. (ISBN 9782251011172).

Andrée Thill, « Notes de lecture de l'ouvrage ci-dessus », Revue des Études Anciennes, t. 78-79, nos 1-4,‎ 1976, p. 290-291 (lire en ligne).
Edmond Liénard, « Notes de lecture de l'ouvrage ci-dessus », Revue belge de philologie et d'histoire, t. 55 numéro= 4,‎ 1977, p. 1252-1253 (lire en ligne).